# جیم اوویا
جیم اوویا (انگلیسی: Jim Ovia; ۴ نوامبر ۱۹۵۱ – ) کارآفرین اهل نیجریه است، که در سال ۱۹۹۰ بانک زنیت را تأسیس کرد.